# Aureliano de Beruete y Moret

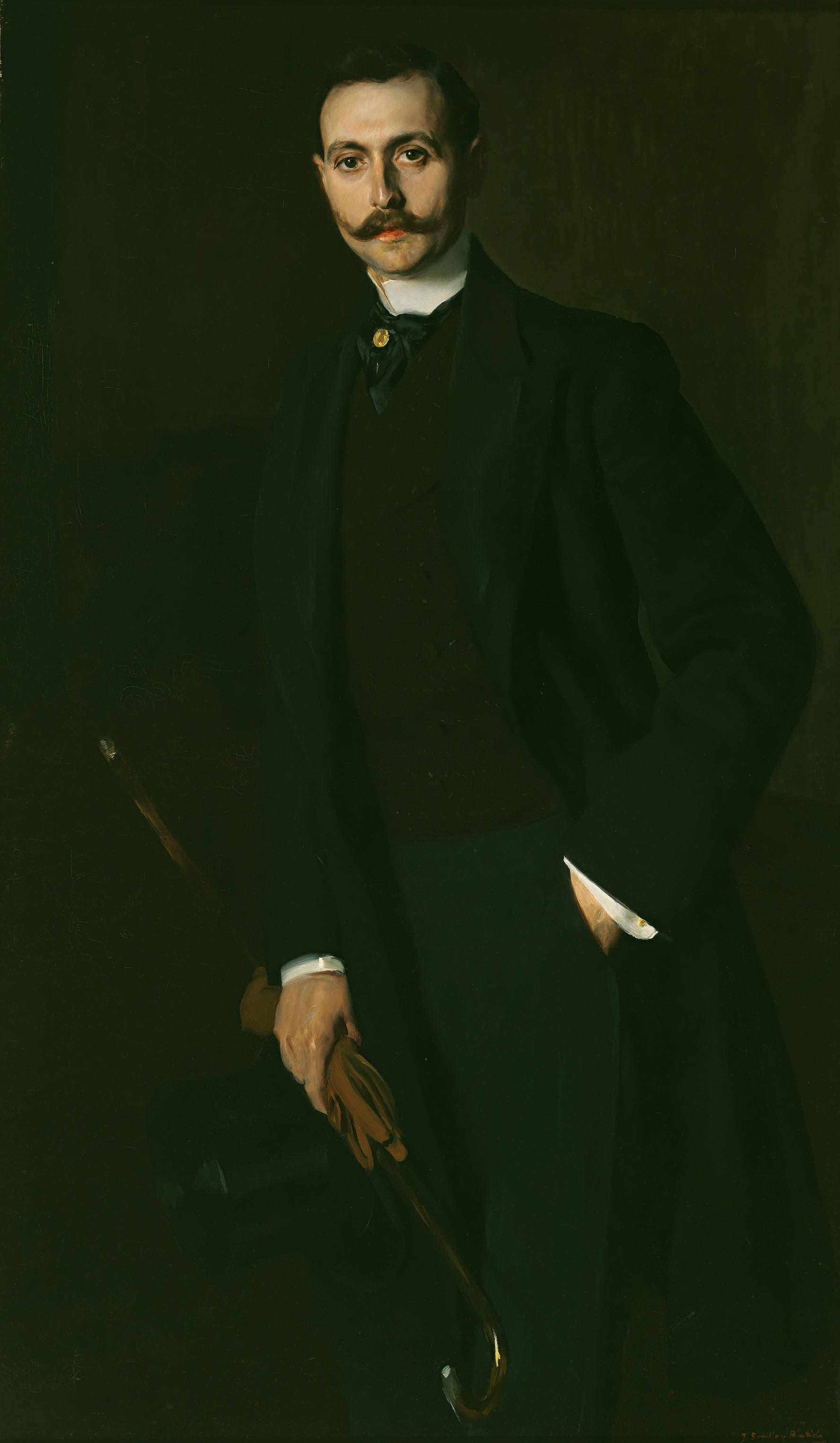
Retrato de Aureliano de Beruete y Moret (1902), por Joaquín Sorolla. Museo del Prado.

Aureliano de Beruete y Moret (Madrid, 1876-Madrid1922) fue un historiador y crítico de arte español, hijo del pintor Aureliano de Beruete. Formado en la Institución Libre de Enseñanza, llegó a ser director del Museo del Prado entre 1918 y 1922, periodo en el que se celebró el centenario de esa pinacoteca española.

## Biografía

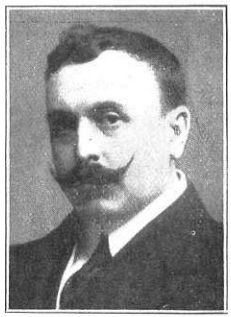
Posando para Kaulak (Mundo Gráfico, 1915).

Como hijo de un profesor y accionista de la Institución Libre de Enseñanza, el niño Aureliano creció (como Machado, Manuel de Falla, María de Maeztu, Julián Besteiro y otros muchos intelectuales de la época) viviendo el modelo pedagógico krausista. Se doctoró en Filosofía y Letras por la Universidad Complutense de Madrid y comenzó a publicar artículos de arte en revistas dentro y fuera de España. Entre sus ensayos destacan lo dedicados a The School of Madrid (1909) o las monografías de pintores como las dedicadas a Valdés Leal (1911) y Velázquez en el Museo del Prado (1915). 
Fue el primer director del Museo del Prado que no era pintor, y durante su mandato al frente de esta pinacoteca dio gran importancia a mantener y actualizar catálogos de obras de arte, para lo cual comisionó a varios historiadores, como Francisco Javier Sánchez Cantón. En 1919 inauguró las salas dedicadas a El Greco y a Diego Velázquez. En 1920 consiguió de Alfonso XIII un decreto cambiando el nombre del Museo a Museo Nacional del Prado.
Heredó de su padre la pasión por el coleccionismo, llegando a poseer, entre otros tesoros, el dibujo preparatorio de la Sibila de Miguel Ángel que hoy se conserva en el Metropolitan Museum de Nueva York. Unos años antes de morir, en 1921 donó al Museo de Arte Moderno algunas obras de su padre, como La tapia del pardo, Afueras de Madrid, Paisaje de Castilla, Afueras de Madrid y el retrato de su madre realizado por Sorolla: Doña Teresa Moret, señora de Beruete. Todas pasaron al Prado en 1971, al desaparecer el antes citado museo. Fue enterrado en el cementerio de San Isidro.

## Selección de obras
- Historia de la pintura española del siglo XIX, Madrid, 1926;
- Rogelio de Egusquiza. Pintor y grabador, Madrid, Blass y Cía, 1918;
- Conferencias de arte, Madrid, Hausser y Menet, 1924.
- Galerías de Europa. Álbum de la Galería de Pinturas del Museo del Prado [1912-1913], Barcelona, Editorial Labor, 1924;
- La reorganización de Museo del Prado. Nuevos pabellones, Vell i Nou, vol. I, n.º IX, 1920.

## Ancestros
|  |                                                                                |  |  |  |  |  |  |  |  |  |  |  |  |  |  |  |
|  | 8. ......................                                                      |  |  |  |  |  |  |  |  |  |  |  |  |  |  |  |
|  |                                                                                |  |  |  |  |  |  |  |  |  |  |  |  |  |  |  |
|  |                                                                                |  |  |  |  |  |  |  |  |  |  |  |  |  |  |  |
|  | 4. ? Beruete                                                                   |  |  |  |  |  |  |  |  |  |  |  |  |  |  |  |
|  |                                                                                |  |  |  |  |  |  |  |  |  |  |  |  |  |  |  |
|  |                                                                                |  |  |  |  |  |  |  |  |  |  |  |  |  |  |  |
|  | 9. ......................                                                      |  |  |  |  |  |  |  |  |  |  |  |  |  |  |  |
|  |                                                                                |  |  |  |  |  |  |  |  |  |  |  |  |  |  |  |
|  |                                                                                |  |  |  |  |  |  |  |  |  |  |  |  |  |  |  |
|  | 2. Aureliano de Beruete y Moret (n.1845 Madrid. 1912 Madrid)                   |  |  |  |  |  |  |  |  |  |  |  |  |  |  |  |
|  |                                                                                |  |  |  |  |  |  |  |  |  |  |  |  |  |  |  |
|  |                                                                                |  |  |  |  |  |  |  |  |  |  |  |  |  |  |  |
|  | 10. ? Moret                                                                    |  |  |  |  |  |  |  |  |  |  |  |  |  |  |  |
|  |                                                                                |  |  |  |  |  |  |  |  |  |  |  |  |  |  |  |
|  |                                                                                |  |  |  |  |  |  |  |  |  |  |  |  |  |  |  |
|  | 5. ? Moret y Prendergast (hermana de Segismundo Moret)                         |  |  |  |  |  |  |  |  |  |  |  |  |  |  |  |
|  |                                                                                |  |  |  |  |  |  |  |  |  |  |  |  |  |  |  |
|  |                                                                                |  |  |  |  |  |  |  |  |  |  |  |  |  |  |  |
|  | 11. ? Prendergast                                                              |  |  |  |  |  |  |  |  |  |  |  |  |  |  |  |
|  |                                                                                |  |  |  |  |  |  |  |  |  |  |  |  |  |  |  |
|  |                                                                                |  |  |  |  |  |  |  |  |  |  |  |  |  |  |  |
|  | 1. Aureliano de Beruete y Moret (n. 1876 Madrid-m.1922 Madrid))                |  |  |  |  |  |  |  |  |  |  |  |  |  |  |  |
|  |                                                                                |  |  |  |  |  |  |  |  |  |  |  |  |  |  |  |
|  |                                                                                |  |  |  |  |  |  |  |  |  |  |  |  |  |  |  |
|  | 12. ? Moret                                                                    |  |  |  |  |  |  |  |  |  |  |  |  |  |  |  |
|  |                                                                                |  |  |  |  |  |  |  |  |  |  |  |  |  |  |  |
|  |                                                                                |  |  |  |  |  |  |  |  |  |  |  |  |  |  |  |
|  | 6. Segismundo Moret y Prendergast (n. 1833 Cádiz–m. 1913 Madrid)               |  |  |  |  |  |  |  |  |  |  |  |  |  |  |  |
|  |                                                                                |  |  |  |  |  |  |  |  |  |  |  |  |  |  |  |
|  |                                                                                |  |  |  |  |  |  |  |  |  |  |  |  |  |  |  |
|  | 13. ? Prendergast                                                              |  |  |  |  |  |  |  |  |  |  |  |  |  |  |  |
|  |                                                                                |  |  |  |  |  |  |  |  |  |  |  |  |  |  |  |
|  |                                                                                |  |  |  |  |  |  |  |  |  |  |  |  |  |  |  |
|  | 3. María Teresa Moret y Remisa                                                 |  |  |  |  |  |  |  |  |  |  |  |  |  |  |  |
|  |                                                                                |  |  |  |  |  |  |  |  |  |  |  |  |  |  |  |
|  |                                                                                |  |  |  |  |  |  |  |  |  |  |  |  |  |  |  |
|  | 14. Gaspar de Remisa Miarons (n.1784 San Hipólito de Voltregá - m.1847 Madrid) |  |  |  |  |  |  |  |  |  |  |  |  |  |  |  |
|  |                                                                                |  |  |  |  |  |  |  |  |  |  |  |  |  |  |  |
|  |                                                                                |  |  |  |  |  |  |  |  |  |  |  |  |  |  |  |
|  | 7. Concepción de Remisa y Rafo (m.1890 Madrid)                                 |  |  |  |  |  |  |  |  |  |  |  |  |  |  |  |
|  |                                                                                |  |  |  |  |  |  |  |  |  |  |  |  |  |  |  |
|  |                                                                                |  |  |  |  |  |  |  |  |  |  |  |  |  |  |  |
|  | 15. Marianna Teresa Rafo de Tolosa (1802-1822)                                 |  |  |  |  |  |  |  |  |  |  |  |  |  |  |  |
|  |                                                                                |  |  |  |  |  |  |  |  |  |  |  |  |  |  |  |
|  |                                                                                |  |  |  |  |  |  |  |  |  |  |  |  |  |  |  |